# Гроапа-Туфей
Гроапа-Туфей (рум. Groapa Tufei) — село у повіті Вранча в Румунії. Входить до складу комуни Гура-Каліцей.
Село розташоване на відстані 147 км на північний схід від Бухареста, 18 км на південний захід від Фокшан, 82 км на захід від Галаца, 108 км на схід від Брашова.

## Населення
За даними перепису населення 2002 року у селі проживали 67 осіб, усі — румуни. Усі жителі села рідною мовою назвали румунську.